# Neusumerische Zeit
Die Bezeichnung „Neusumerische Zeit“ (auch kurz neusumerisch; mittlere Chronologie etwa 2164 bis 2004 v. Chr.; kurze Chronologie etwa 2100 bis 1940 v. Chr.) markiert einerseits eine Zeitstufe der sumerischen Sprache sowie andererseits in der Altorientalistik als chronologischer Begriff den Zeitraum von der zweiten Dynastie von Lagaš bis zum Ende der dritten Dynastie von Ur.
In der Vergangenheit wurde die Umschreibung „Neusumerische Zeit, neusumerisch“ bezüglich einer angenommenen Renaissance der sumerischen Kultur nach der Akkad-Zeit definiert. Nach Überarbeitung der Thematik wird seit den 1990er Jahren diese Verknüpfung in der Assyriologie jedoch abgelehnt und nicht mehr im früheren Sinn verstanden, da auch während der Akkad-Zeit der Süden Mesopotamiens weiterhin unter sumerischem Einfluss stand. Seitdem wird in der Regel vereinfacht von der Ur-III-Zeit gesprochen.